# Tretjärnarna (Bjurholms socken, Ångermanland, 709274-165404)
Tretjärnarna är en sjö i Bjurholms kommun i Ångermanland och ingår i Lögdeälvens huvudavrinningsområde. Tretjärnarna ligger i Lögdeälven Natura 2000-område.